# Festival international du film fantastique d'Avoriaz 1981
Le Festival international du film fantastique d'Avoriaz 1981 est le 9e Festival international du film fantastique d'Avoriaz.

## Jury
- Norman Jewison (président)
- Bibi Andersson
- Charles Aznavour
- Bruno Cremer
- György Cziffra
- Jacques Deray
- Andréa Ferréol
- Francis Girod
- Yves Navarre
- René de Obaldia
- Nagisa Ōshima
- Fernando Rey
- Jean Rochefort
- Zao Wou-Ki

## Sélection

### Compétition
- Elephant Man (The Elephant Man) de David Lynch ( États-Unis)
- Fondu au noir (Fade to Black) de Vernon Zimmerman ( États-Unis)
- Golem de Piotr Szulkin ( Pologne)
- Les Guerriers de l'Apocalypse (Sengoku Jieitai) de Kōsei Saitō ( Japon)
- Hurlements (The Howling) de Joe Dante ( États-Unis)
- Le Monstre du train (Terror Train) de Roger Spottiswoode ( Canada /  États-Unis)
- Quelque part dans le temps (Somewhere in time) de Jeannot Szwarc ( États-Unis)
- Réaction en chaîne (The Chain Reaction) de Ian Barry ( Australie)
- Résurrection de Daniel Petrie ( États-Unis)
- Vendredi 13 (Friday the 13th) de Sean S. Cunningham ( États-Unis)
- Les Yeux de la terreur (Night School) de Ken Hughes ( États-Unis)

### Hors compétition
- Flash Gordon de Mike Hodges ( États-Unis /  Royaume-Uni)
- Mother's Day de Charles Kaufman ( États-Unis)
- Dynasty (Qian dao wan li zhu) de Chang Mei-Chun ( Taïwan /  Hong Kong)

## Palmarès
- Grand prix : Elephant Man de David Lynch
- Prix spécial du jury : Résurrection de Daniel Petrie
- Prix de la terreur : Les Yeux de la terreur de Ken Hughes
- Prix de la critique : Hurlements de Joe Dante et Quelque part dans le temps de Jeannot Szwarc
- Antenne d'Or : Quelque part dans le temps de Jeannot Szwarc